# Cantone di La Bassée
Il Cantone di La Bassée era una divisione amministrativa dell'arrondissement di Lilla.
È stato soppresso a seguito della riforma complessiva dei cantoni del 2014, che è entrata in vigore con le elezioni dipartimentali del 2015.
Comprendeva i comuni di:
- Aubers
- La Bassée
- Fournes-en-Weppes
- Fromelles
- Hantay
- Herlies
- Illies
- Marquillies
- Sainghin-en-Weppes
- Salomé
- Wicres